# 지상 최후의 사나이
지상 최후의 사나이(The Last Man On Earth)는 이탈리아에서 제작된 우발도 라고나 감독의 1964년 공포, SF, 드라마, 액션, 스릴러 영화이다. 빈센트 프라이스 등이 주연으로 출연하였고 로버트 L. 리퍼트 등이 제작에 참여하였다.

## 출연

### 주연
- 빈센트 프라이스
- 프란카 베토이아

### 조연
- 엠마 다니엘리
- 지아 코모 로시-스튜어트
- 움베르토 라호
- 캐롤린 드 폰세카
- 쥬세페 마테이
- 크리스티 코트랜드

## 제작진
- 원작자: 리처드 매드슨